# 噴灌

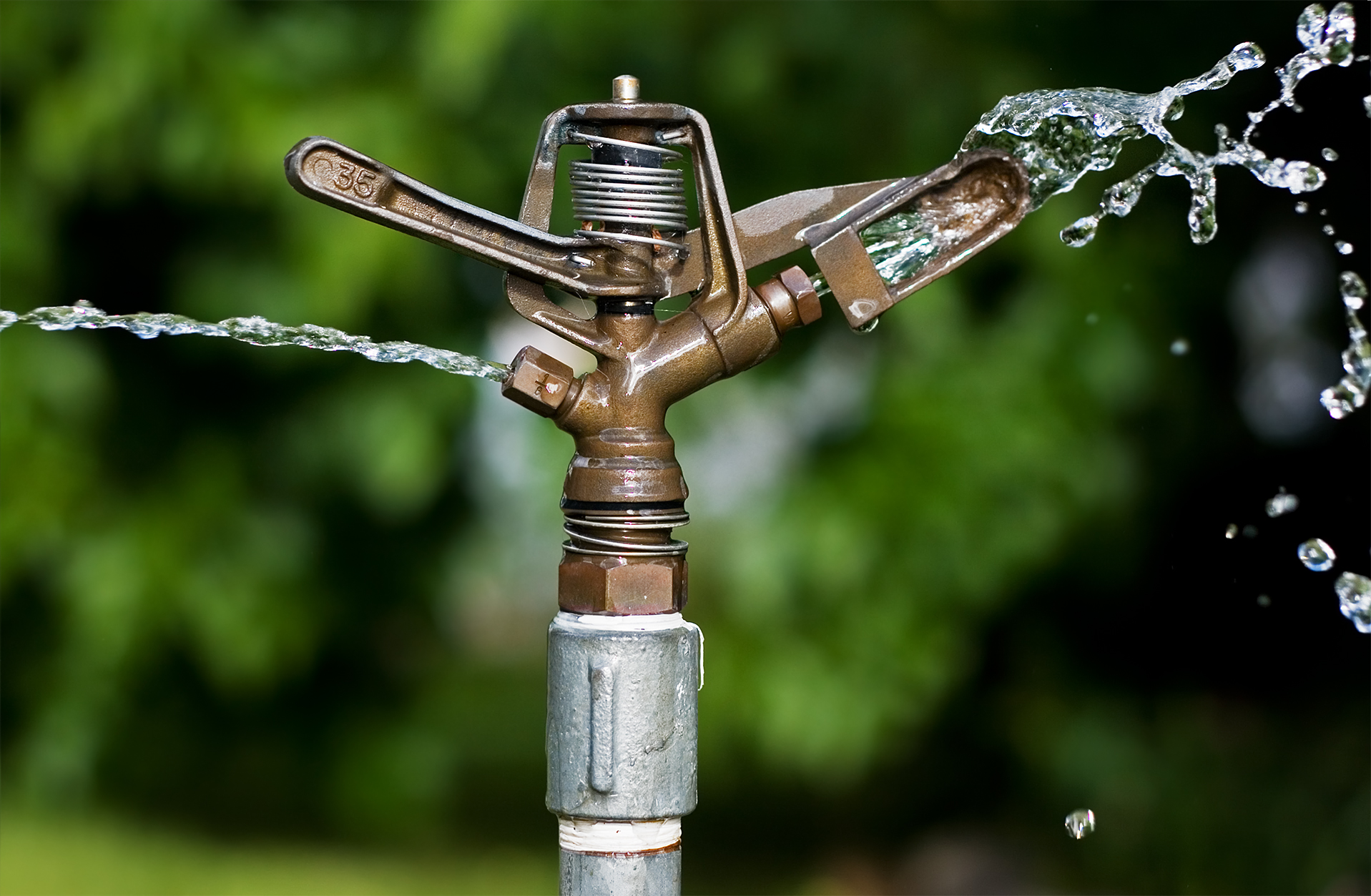
噴灌運作中

噴灌器，也叫「灑水器」，是用來灌溉農作物、草坪、景觀、高爾夫球場等領域的裝置。它們也用於冷卻和控制空氣中的粉塵。噴灌是一種應用與自然降雨相似的灌溉水的方法。水透過管道系統運送然後使用噴頭將其噴灑到空氣中，使其分解成落在地上的小水滴。泵、閥、分配管和噴灑器通常設計成盡可能均勻地施加水。

## 類型

### 工業
以固定型式噴灑的噴灑頭通常稱為噴霧器或噴頭。噴霧通常不是設計為在高壓力下操作，因為可能發生的霧化問題。
自身在一個圓周內移動的高壓噴頭由滾珠驅動，齒輪傳動或衝擊機構（衝擊噴頭）驅動。這些可以設計成以全部或部分旋轉。
除了它們通常在40至130磅/平方英吋（275 至 900 千帕）的極高壓力和50至1200美製加侖/分鐘（3至76升/秒）的流量下工作，通常 噴嘴直徑在0.5至1.9英寸（10 至 50 毫米）的範圍內。除了灌溉之外，還用於工業應用，如防塵和測井。
許多灌溉噴灑器與其配套的管道一起被埋在地下，儘管地上和移動的噴灑器也是常見的。大多數灌溉噴灑器通過電動和液壓技術進行操作，並通過致動電磁閥來集中打開和關閉的區域中組合在一起。

### 住宅
家庭草坪灑水器的尺寸，成本和復雜程度各不相同。它們包括衝擊噴頭、擺動噴頭、滴水噴頭。家庭五金行可提供小型噴頭，以減少費用，並永久性地連接到家庭的管道系統。水壓力確保噴灑器緩慢地移動到草坪上。
室內自動灑水系統的尺寸，復雜程度就相當簡單。但是需要專業人士安裝，以減少後續維護費用，並永久性地連接到家庭的滅火系統。
永久安裝的系統通常可以在定時器或其他自動化過程中運行。由於美觀和實際的原因，它們偶爾安裝有可伸縮頭（在割草期間容易造成損壞）。

### 農業科學
農民首次使用噴灑器是某種形式的家庭和高爾夫球場型噴頭。這些特設系統在做埋管和固定噴頭時，干擾了栽培，維護費用昂貴。連接在噴頭上的大型管道緩慢移動到現場。

## 使用
大多數灌溉噴頭被用作室內滅火系統的一部分，由各種管道部件、泵單元、管道和控制設備組成。室外噴水系統有時被用來防止無家可歸人士。該噴淋系統設定隨機不定時夜間對無意識的睡眠者噴水，很快就複製了這個系統，以使無家可歸的人遠離他們企業的公共人行道。

## 懸浮微粒的健康風險
普通花園軟管與噴嘴結合使用可能會產生含有小於10微米的水霧狀懸浮微粒，這些水霧狀懸浮微粒可能會被附近的人吸入。在使用之間，特別是在被太陽溫暖的地方，軟管中的水滯留在軟管內表面上容易接受退伍軍人菌生長。已經發現退伍軍人菌的臨床病例與花園軟管水霧狀懸浮微粒有關。建議使用後將軟管中的水排掉可以減輕風險。

### 引用
1. ↑  .   [2017-09-08]. （原始内容存档于2016-03-05）.
2. ↑  Irrigation Pipe On Wheels Move Across Fields （页面存档备份，存于）, July 1950 Popular Science, bottom of page 114
3. ↑  . www.fao.org.   [2016-08-26]. （原始内容存档于2019-02-17）.
4. ↑  Davis, Mike. . London: Verso. 2006: 233. ISBN 978-1-84467-568-5.
5. ↑  Thomas, Jacqueline M.; Thomas, Torsten; Stuetz, Richard M.; Ashbolt, Nicholas J. . Environmental Science & Technology. 2014, 48 (17): 10456–10464. ISSN 0013-936X. doi:10.1021/es502652n.

## 外部連結
- 维基词典中的词条「噴灌」
- 维基共享资源上的相關多媒體資源：噴灌